# James Francis Edward Stuart

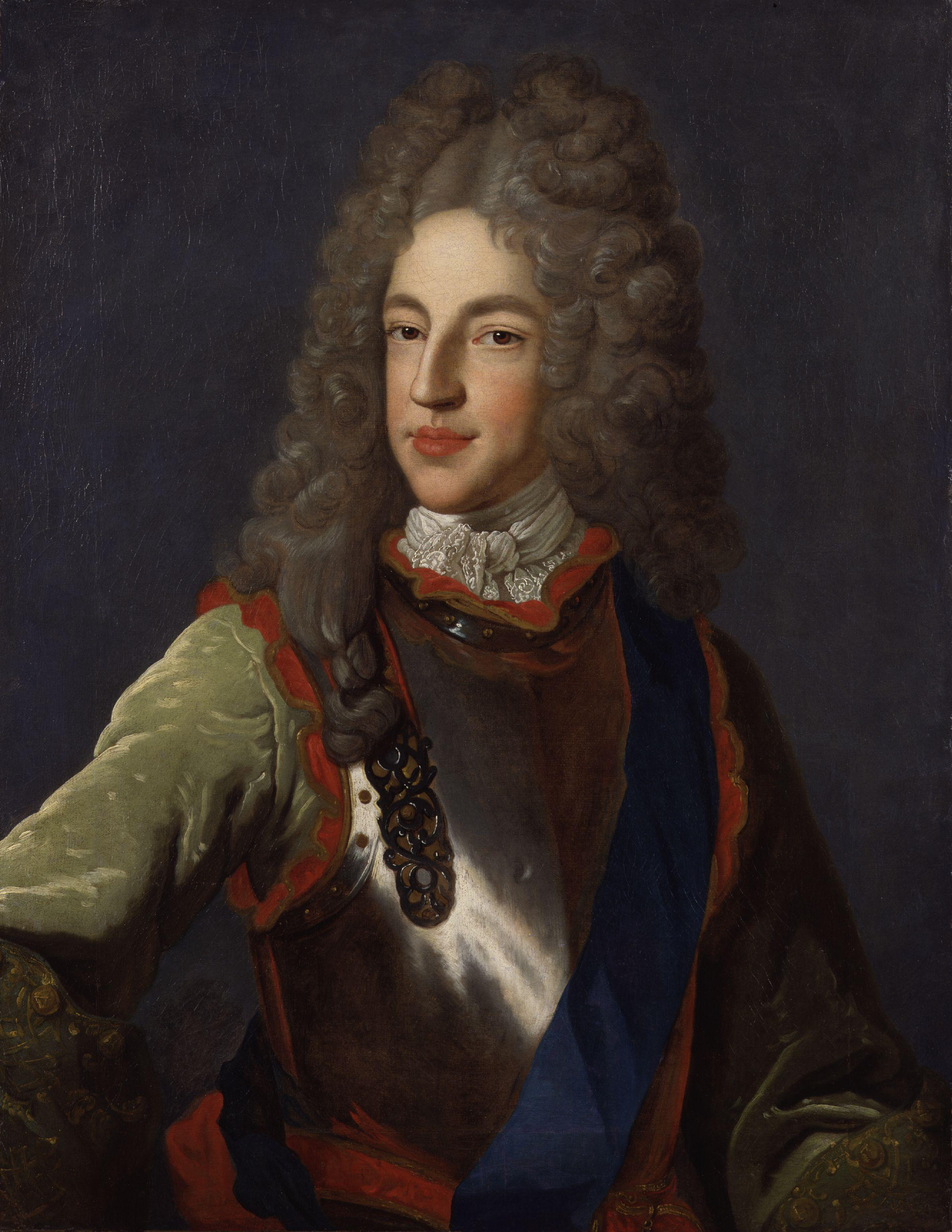
Alexis Simon Belle: James Francis Edward Stuart, Gemälde um 1712

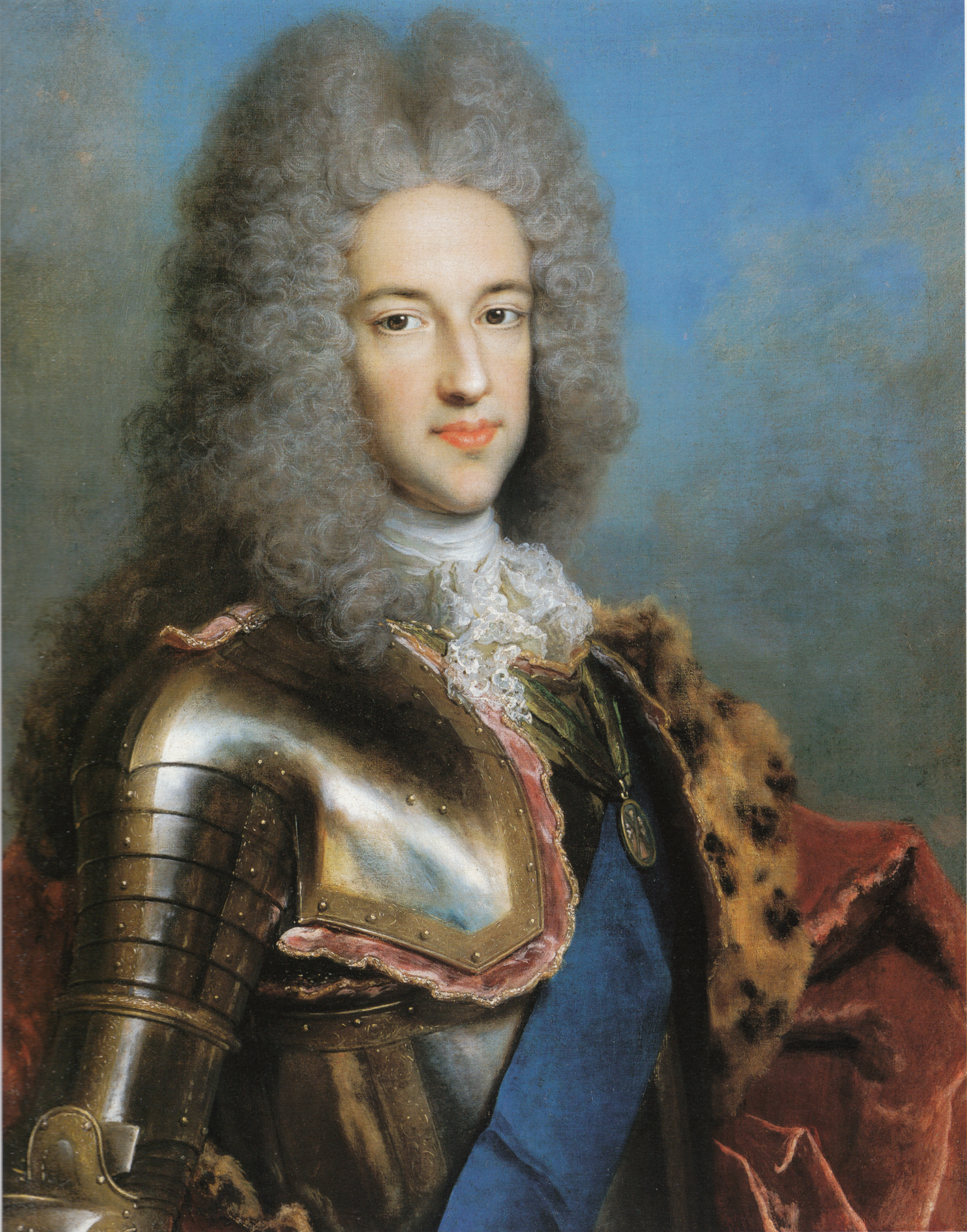
Antonio David: James Francis Edward Stuart, Gemälde um 1720

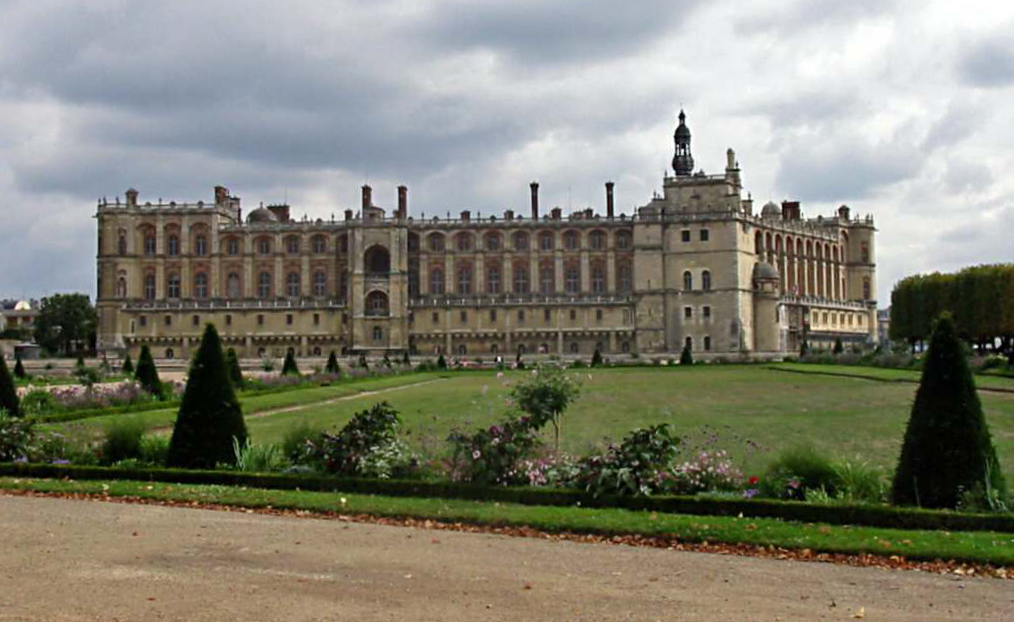
Schloss Saint-Germain-en-Laye

James Francis Edward Stuart (* 10. Juni 1688 im St James’s Palace; † 1. Januar 1766 in Rom) war Thronprätendent für den schottischen und den englischen Thron aus dem Hause Stuart. Er war der Sohn von Jakob II. von England und dessen zweiter (katholischer) Frau Maria Beatrice von Modena. Er wurde von seinen Anhängern, den Jakobiten, als Jakob III. von England und Jakob VIII. von Schottland bezeichnet, seine Gegner sprachen von ihm als The Old Pretender („der alte Prätendent“), im Gegensatz zu seinem Sohn Charles Edward Stuart, dem Young Pretender.

## Leben
Sein Vater Jakob II. hatte aus erster Ehe zwei Töchter, Maria und Anne, die protestantisch erzogen worden waren. Da angenommen wurde, dass sie ihm auf dem Thron folgen würden, akzeptierten die Briten seine Herrschaft, obwohl er katholisch war. Als ihm seine katholische zweite Gattin Maria Beatrice von Modena am 10. Juni 1688 den Sohn James Francis Edward gebar, fürchtete ein Großteil der englischen Führungsschicht dessen Nachfolge, da der neugeborene Thronfolger katholisch getauft wurde. So bestand die Aussicht auf eine dauerhafte katholische Herrschaft in England. Die Herrschaft der katholischen Bloody Mary, Königin Maria I., und die Bartholomäusnacht in Frankreich waren ein Schreckgespenst für die Engländer.
Sofort nach der Geburt des Prinzen tauchten Zweifel über seine Legitimität auf; er sei in Wirklichkeit kein leiblicher Sohn Jakobs, sondern von den Jesuiten untergeschoben. Seine Mutter war bei seiner Geburt erst 29 Jahre alt, hatte aber bereits elf Geburten hinter sich gebracht (davon sechs Fehlgeburten), von denen kein Kind mehr am Leben war; ein einziger Sohn hatte 1677 nur einen Monat lang gelebt. Damals aber saß noch Charles II. auf dem Thron und es bestand die Möglichkeit, dass er Kinder bekam. Vier Jahre nach James Francis Edward sollte Maria Beatrice eine Tochter gebären, Louisa Maria. Da es aber aus der Sicht der Adelsopposition keine neutralen Zeugen für die Geburt gab (obwohl traditionsgemäß wichtige Funktionsträger und viele Adeligen anwesend waren und dies auch protokolliert wurde), waren auch Maria und Anne vom Wahrheitsgehalt dieser Gerüchte überzeugt. Am 30. Juni 1688, zwanzig Tage nach der Geburt des Thronfolgers, forderten sieben britische Magnaten Jakobs Schwiegersohn Wilhelm III. von Oranien brieflich zur Intervention in England auf. In der sogenannten Glorious Revolution wurde James II. abgesetzt. Daher brachte die englische Königin ihren Sohn im Dezember 1688 nach Frankreich.
James Francis Edward Stuart wuchs  mit seiner jüngsten Schwester Louisa Maria im Schloss Saint-Germain-en-Laye auf und wurde von Ludwig XIV. als rechtmäßiger Thronfolger anerkannt. So bildeten sich die Jakobiten als die Gruppe, die seine Anwartschaft auf den Thron unterstützten. 1697 schloss Ludwig XIV. jedoch mit Wilhelm III. den Frieden von Rijswijk.
Nach dem Tod Jakobs II. wurde James Francis Edward Stuart 1701 von seinen Anhängern als Jakob III. von England und Jakob VIII. von Schottland zum König ausgerufen. Wegen seines katholischen Glaubens wurde er abgelehnt und durch den Act of Settlement von 1701 von der Thronfolge ausgeschlossen. Am 2. März 1702 wurde er durch Parlamentsbeschluss geächtet und ihm alle britischen Adelstitel aberkannt.
1707 wurde Schottland mit dem Act of Union mit England zum Königreich Großbritannien vereinigt. Im März 1708 stach James Francis Edward Stuart von Dunkerque aus mit einer französischen Flotte unter Claude de Forbin in See, um seine Thronansprüche gegen die Königin Anne, seine Halbschwester, geltend zu machen. Er hoffte dabei auf Unterstützung von Schotten, die die Union ablehnten. Die Landung am Firth of Forth gelang jedoch nicht. Verfolgt von englischen Schiffen unter Leitung von Admiral George Byng floh die Flotte zurück nach Frankreich.
Nach dem Tod der Königin Anne wurde gemäß dem Act of Settlement Georg I. von Hannover 1714 zum König und das Haus Hannover als britisches Königshaus installiert. Damit begann der als The Fifteen bezeichnete Aufstand der Jakobiten. Am 15. Dezember 1715, kurz nach der Niederlage seiner Anhänger in der Schlacht von Sheriffmuir, landete James Francis Edward Stuart in Peterhead. Nach seiner Ankunft erkrankte er, verbrachte den Winter im Scone Palace und reiste am 5. Februar 1716 wieder ab, da ihn entgegen seiner Erwartung nur wenige Schotten unterstützten.
Bei seiner Rückkehr nach Frankreich war Ludwig XIV. gestorben. Der englische Thronprätendent wurde entsprechend dem Frieden von Utrecht nicht mehr im Land geduldet. James Francis Edward Stuart übersiedelte mit seinem jakobitischen Exilhof in päpstliches Gebiet bei Avignon. Nach dem Tod seiner Mutter Königin Maria Beatrice im Jahr 1718 lud ihn Papst Clemens XI. 1719 nach Rom ein. Am 3. September 1719 heiratete er dort die Enkelin Johanns III. von Polen, Maria Clementina Sobieska. Aus dieser Ehe stammten die Söhne Charles Edward Stuart und Henry Benedict Stuart, der spätere Kardinal und Bischof von Frascati, der auch, wie sein älterer Bruder, Anspruch auf den britischen Thron erhob. James Francis Edward Stuart verließ Rom nur selten und erhielt ein Staatsbegräbnis. Zusammen mit seiner Frau und seinen Söhnen ist er im Petersdom bestattet. Während seiner Zeit in Italien wurde er von Agenten der englischen Krone, darunter Philipp von Stosch, überwacht.

## Nachkommen
James Francis Edward Stuart und Maria Sobieska hatten zwei Söhne:
- Charles Edward Stuart (1720–1788; „Bonnie Prince Charlie“)
- Henry Benedict Stuart (1725–1807)